# Даріо (рід риб)
Даріо (Dario) — рід крихітних окуневидних рибок з родини бадієвих (Badidae). Їх максимальна стандартна (без хвостового плавця) довжина, залежно від виду, становить лише 15-28 мм. Вони є мешканцями прісних водойм Південної Азії.
Рід був виділений в результаті ревізії родини, яку провели Свен Кулландер (швед. Sven O. Kullander) і Ральф Брітц (англ. Ralf Britz) у 2002 році. За типовий вид був взятий Labrus dario  Hamilton, 1822 з басейну Брахмапутри, який отримав нову назву Dario dario  (Hamilton, 1822). Крім менших розмірів, представники роду Dario відрізняються від своїх родичів з роду Badis відмінностями в будові променів спинного та грудних плавців, непомітною бічною лінією та не такою активною батьківською поведінкою. У забарвленні даріо переважає червоний колір.

## Склад роду
До складу роду входять такі види:
- Dario dario  (Hamilton, 1822) — червоний даріо, стандартна довжина до 1,5 см, північно-східна Індія, штат Ассам, північ Західного Бенгалу;
- Dario dayingensis  Kullander & Britz, 2002 — даїнський даріо, стандартна довжина до 2,2 см, південно-західний Китай, провінція Юньнань;
- Dario huli  Britz & Ali, 2015 — даріо гулі, стандартна довжина до 2,4 см, південна Індія, штат Карнатака;
- Dario hysginon  Kullander & Britz, 2002 — даріо гисґінон, довжина до 2,0 см, північна М'янма, штат Качин;
- Dario kajal  Britz & Kullander, 2013 — даріо каджал, стандартна довжина до 2,0 см, північно-східна Індія, штат Мегхалая;
- Dario urops  Britz, Ali & Philip, 2012 — даріо уропс, стандартна довжина до 2,8 см, південна Індія, Карнатака.